# Clicker-Game
Clicker-Game, auch Clicking-Game, Idle-Game oder Incremental-Game, ist ein Computerspielgenre.

## Definition
Das Gameplay besteht darin, dass der Spieler immer wieder simple Aktionen ausführt, zumeist einfaches Klicken (daher der Name des Genres), um eine Ingame-Währung zu erhalten. Diese kann wiederum in Gegenstände oder Fähigkeiten investiert werden, um die Rate des Einkommens zu erhöhen oder um das Klicken selbst und damit sogar die Anwesenheit des Spielers unnötig zu machen. Das Spielziel ist das Erreichen von Meilensteinen („Sammle die Menge von X Währung ein“). Sind alle Meilensteine erreicht, geht das Spiel meist in ein Endlosspiel über, d. h. der Spieler kann beliebig lange weiterspielen, hat aber kein Spielziel mehr.
Diese Art von Spielen richtet sich meist an Gelegenheitsspieler oder ist als Zeitfüller zwischen Aktivitäten gedacht. Tatsächlich wird dem Spielgenre ein hohes Suchtpotenzial nachgesagt.
Als Themen dienen meist bekannte Motive aus anderen, anspruchsvolleren Computerspielen, die sich normalerweise an Intensivspieler richten, ohne jedoch deren Komplexität zu erreichen, indem bekannte Spielmechanismen entweder extrem simplifiziert (z. B. Computer-Rollenspiele in Clicker Heroes) oder persifliert werden (z. B. Wirtschaftssimulationen in AdVenture Capitalist). Dies wird unter anderem als Grund für die Popularität von Clicker-Games angesehen.
Die meisten Clicker-Games sind entweder Freeware-Titel oder werden Free-to-play veröffentlicht und setzen innerhalb des Spiels auf Micropayment, damit sie dennoch Gewinn einbringen. Bevorzugt werden digitale Veröffentlichungsformen wie zum Beispiel über die Vertriebsplattform Steam gewählt.

## Geschichte
Obwohl es bereits vorher Clicker-Games (Cow Clicker, Candy Box) gab, stieg deren Beliebtheit erst mit dem 2013 veröffentlichten Cookie Clicker. Ab diesem Zeitpunkt setzte eine zunehmende Schwemme an Clicker-Games ein, auch auf digitalen Distributionsplattformen wie etwa Steam, auf der das erfolgreiche Clicker Heroes veröffentlicht wurde.

## Rezeption
Einige Clicker-Spiele erreichten hohe Popularität. Clicker Heroes erreichte beispielsweise im Mai 2015 mit 40.000 gleichzeitig spielenden Spielern Platz 7 in den Popularitätscharts der Vertriebsplattform Steam, direkt hinter Blockbustern wie The Witcher 3, Counter-Strike oder DOTA 2.
Die Computerspielewebsite Kotaku bezeichnete Clicker-Spiele wie Clicker Heroes als „die perfekte Ablenkung während der Arbeitszeit“. Man spiele sie nebenbei, sie benötigten kaum Aufmerksamkeit und befriedigten den Wunsch nach Belohnungen, zudem seien sie kostenfrei.